# آمبالابه (واتوماندری)
آمبالابه (به لاتین: Ambalabe) یک منطقهٔ مسکونی در ماداگاسکار است که در آتسینانانا واقع شده‌است. آمبالابه ۱۷۴٫۳۷ کیلومتر مربع مساحت و ۶٬۳۸۸ نفر جمعیت دارد و ۳۵۰ متر بالاتر از سطح دریا واقع شده‌است.